# Conchylodes diphteralis
Conchylodes diphteralis là một loài bướm đêm trong họ Crambidae.